# Opération Mersad
Guerre Iran-Irak
Batailles
- Opération Kaman 99
- Bataille de Khorramchahr
- Siège d'Abadan
- Opération Morvarid

- Bataille de Nasr
- Attaque sur H-3

- Opération Samen-ol-A'emeh
- Victoire Indéniable
- Beit ol-Moqaddas
- Ramadan

- Opération Anfal
- Valfajr 2
- Valfajr 6
- Badr
- 1re bataille d'Al Faw
- Kerbala 5 et 6
- Nasr 4

- Opération Nous nous en remettons à Dieu
- Opération Mersad

- Opération Sugar
- Opération Earnest Will
- Opération Prime Chance
- Opération Eager Glacier
- Incident de Bridgeton
- Opération Praying Mantis

- Opération Opéra (raid israélien)
- Incident de l’USS Stark
- Vol Iran Air 655

L’opération Mersad est le nom donné par le gouvernement iranien (signifiant « embuscade » en persan) à la dernière opération militaire de la guerre Iran-Irak menée par 7 000 membres de l'Organisation des moudjahiddines du peuple iranien ainsi que par le gros de l'armée irakienne basé dans le sud-ouest du pays contre l'Iran. Les combattants de l'OMPI sont soutenus par la force aérienne irakienne et engagent du 26 juillet au 30 juillet 1988 l'armée iranienne. L'opération se solde par un échec cuisant des Irakiens.

## Contexte historique
Les deux pays acceptent la résolution 598 du Conseil de sécurité des Nations unies qui doit mettre un terme à la guerre Iran-Irak le 20 juillet 1988. Toutefois, peu de temps après, l'Irak viole le cessez-le-feu et lance une nouvelle offensive, souhaitant occuper de façon permanente le Khouzistan et l'ouest de l'Iran, puis renverser le gouvernement islamique iranien afin de mener à bien ses objectifs fixés lors du déclenchement de la guerre en 1980. L'armée irakienne pénètre dans la province du Khouzistan et lance des attaques chimiques et des frappes aériennes, perçant en direction de Khorramshahr tandis que l'Organisation des moudjahiddines du peuple iranien attaque l'Iran central.

## Déroulement de l'opération
Les Iraniens attendent de pied ferme l'attaque de l'OMPI sur un front reculé, de façon que la force aérienne irakienne ne puisse pas soutenir leur avance. Après cela, des parachutistes iraniens sont parachutés derrière les lignes de l'Organisation des moudjahiddines du peuple iranien tandis que des F-4 Phantom II et des hélicoptères d'attaque de la Force aérienne de la république islamique d'Iran neutralisent les véhicules ennemis. La progression de l'OMPI est ainsi brusquement arrêtée.
L'armée iranienne et le corps des Gardiens de la révolution islamique se déploient dans le nord du Khouzistan et réduisent à néant la résistance irakienne à Kerend-e Gharb le 29 juillet.
Le 30 juillet, l'Iran repousse les Irakiens et l'OMPI hors de Qasr-e-Shirin et de Sarpol Zahab, bien que l'Irak affirme « s'être retiré volontairement » des deux villages. Les sources iraniennes indiquent que 4 500 soldats irakiens et combattants de l'Organisation des moudjahiddines du peuple iranien ont été tués tandis que 400 soldats iraniens ont trouvé la mort dans la défense du pays.

## Conséquences
Dernière opération militaire majeure du conflit, le dernier incident entre l'Irak et l'Iran se produira le 3 août 1988 dans le golfe Persique après que la marine iranienne eut fait feu sur un cargo irakien et que l'Irak ait lancé des attaques à l'arme chimique contre des civils iraniens, en blessant 2 300. 
En réponse à l'invasion, la république islamique d'Iran organisa l'exécution de quelque 12 000 prisonniers politiques, pour la plupart membres de l'organisation des Moudjahiddines du peuple, mais également membres d'autres groupes d'opposition tels que le Parti Tudeh (communiste), Fadaian, Rahe Kargar, Kamala et PDKI. En représailles, le chef d'État-major des forces armées iraniennes, Ali Sayad Shirazi, est assassiné en 1999 par des membres de l'OMPI.
La résolution 598 de l'ONU devient effective le 8 août. Le 20 août, la paix entre les deux États est restaurée.